# Plaza Gutiérrez (Cotacachi)
Plaza Gutiérrez es una parroquia situada en el cantón Cotacachi, en la provincia de Imbabura, Ecuador. Según el censo de 2010, tiene una población de 496 habitantes.
La parroquia fue fundada el 9 de marzo de 1901. En aquella época era conocida con el nombre de “El Calvario”, debido a la dificultad para el acceso y tránsito de personas desde la zona de Intag hacia la zona andina en búsqueda de provisiones para la subsistencia. El 24 de febrero de 1920 recibió su denominación actual, en homenaje al general y presidente de ese entonces, Leonidas Plaza Gutiérrez, quien implementó los primeros sistemas de comunicación en la zona.
Habitan en la zona los osos de anteojos y las dantas, animales típicos de estos parajes.
Está conformada por las comunidades La Delicia, Tabla Chupa y Azabí del Mortiñal; las comunas Santa Rosa y San Francisco de Palo Seco, y la cabecera parroquial.
La producción agrícola y pecuaria constituye la principal fuente de ingresos económicos de la población. La elaboración de artesanías elaboradas en cabuya es desarrollada en su mayor parte por las mujeres de la parroquia como una fuente de ingresos económicos adicional a la economía familiar.

## Geografía
La localidad está ubicada dentro de un cuadrante entre las siguientes coordenadas: 0º24´N y 0°18′N, y 78°21′O y 78º30´O.

## Altitud y clima
Su altitud va desde los 1700 hasta los 2700 metros sobre el nivel del mar.
Su clima es subtropical mesotérmico húmedo y ecuatorial mesotérmico húmedo.
Las temperaturas promedio están entre los 12 °C. y 15 °C. El promedio anual de precipitaciones está entre los 1000 mm y los 2000.